# Jan Ziegler
Jan Ziegler (17. prosince 1858 Černovice – 27. února 1902 Roudnička) byl klasický filolog a profesor na gymnáziu v Hradci Králové, kde vyučoval latině, řečtině, češtině a němčině.

## Život
Narodil se 17. prosince 1858 v Černovicích. Do roku 1892 působil jako suplující učitel na gymnáziu v Žitné ulici v Praze. Poté byl jmenován skutečným učitelem při gymnáziu v Hradci Králové, kde vyučoval latině, řečtině, češtině a němčině. Přes svou přísnost, kterou jako bývalý voják projevoval, byl žáky velmi oblíbený. Od roku 1896 působil také jako správce žákovské knihovny. Znám byl jako štědrý přispěvatel různých projektů, naposled v roce 1901 jako nadšený turista věnoval 20 K na českou chatu pod Grintovcem v Kamnicko-Savinjských Alpách. Dopoledne 26. února 1902 se vydal do lesa u Roudničky, kde se dvakrát střelil do hlavy z revolveru. Nezabil se však, jen upadl do bezvědomí, z něhož se probral odpoledne téhož dne a vydal se z lesa do Roudničky. Cestou potkal královéhradeckého obuvníka Mužíka, který se ho ujal a dovedl ho do Roudničky. Zde ho v hostinci ošetřil obvodní lékař MUDr. Josef Holeček. Následně byl na vozíku odvezen do královéhradecké okresní nemocnice, kde se MUDr. Klumparovi podařilo jednu z kulek vytáhnout. Následně profesor Ziegler upadl do bezvědomí, z něhož se již neprobral. Zemřel 26. února 1902 v Hradci Králové a pohřben byl 28. února téhož roku na hřbitově v Pouchově.